# Karl W. Bümming
Karl W. Bümming, auch Carl, (* 1899; † 1963) war ein deutscher Antiquar und Kunsthändler.
Karl Bümming betrieb ein Antiquariat und Antiquitätengeschäft in Darmstadt. Er war der Hauptrepräsentant des Luzerner Händlers Theodor Fischer (Galerie Fischer) für Deutschland und eine wichtige Figur bei der Vermittlung von Kunstwerken aus NS-Deutschland in die Schweiz. So arbeitete er etwa mit Walter Andreas Hofer zusammen oder mit Friedrich Wolffhardt beim Aufbau der „Führerbibliothek“ im Rahmen des Sonderauftrags Linz. Nach dem Krieg wurde Bruno Lohse, eine weitere Zentralfigur des nationalsozialistischen Kunstraubs, Partner von Bümming in dessen Galerie.